# Pocketful of Sunshine (singolo)
Pocketful of Sunshine è il secondo singolo della cantante pop Natasha Bedingfield estratto dal suo secondo album "Pocketful of Sunshine".

## Descrizione
La canzone è stata registrata in Simlish per il videogioco  di The Sims 2: Free Time, oltre ad essere stata inclusa nella colonna sonora nei film La dura verità e Easy Girl.

## Classifiche
| Classifica (2008-11) | Posizione più alta |
| -------------------- | ------------------ |
| Austria              | 28                 |
| Belgio (Fiandre)     | 70                 |
| Brasile              | 26                 |
| Canada               | 3                  |
| Cipro                | 2                  |
| Germania             | 24                 |
| Islanda              | 9                  |
| Paesi Bassi          | 88                 |
| Romania              | 88                 |
| Stati Uniti          | 5                  |
| Svizzera             | 43                 |
| Turchia              | 19                 |